# Батиняни (Пакраць)
45°27′ пн. ш. 17°09′ сх. д. / 45.45° пн. ш. 17.15° сх. д.
Батиняни (хорв. Batinjani) — населений пункт у Хорватії, у Пожезько-Славонській жупанії у складі міста Пакраць.

## Населення
Населення за даними перепису 2011 року становило 38 осіб.
Динаміка чисельності населення поселення:

## Клімат
Середня річна температура становить 11,07 °C, середня максимальна – 25,34 °C, а середня мінімальна – -5,57 °C. Середня річна кількість опадів – 911 мм.
| Клімат поселення                              | Клімат поселення | Клімат поселення | Клімат поселення | Клімат поселення | Клімат поселення | Клімат поселення | Клімат поселення | Клімат поселення | Клімат поселення | Клімат поселення | Клімат поселення | Клімат поселення | Клімат поселення |
| Показник                                      | Січ.             | Лют.             | Бер.             | Квіт.            | Трав.            | Черв.            | Лип.             | Серп.            | Вер.             | Жовт.            | Лист.            | Груд.            |                  |
| Середній максимум, °C                         | 6,98             | 8,81             | 13,18            | 17,24            | 22,13            | 25,34            | 24,50            | 23,89            | 20,18            | 15,38            | 9,81             | 5,59             |                  |
| Середня температура, °C                       | 0,70             | 2,54             | 6,89             | 10,96            | 15,85            | 19,06            | 20,73            | 20,16            | 16,42            | 11,62            | 6,07             | 1,84             |                  |
| Середній мінімум, °C                          | −5,57            | −3,74            | 0,62             | 4,69             | 9,57             | 12,78            | 16,98            | 16,41            | 12,68            | 7,88             | 2,30             | −1,91            |                  |
| Норма опадів, мм                              | 58               | 51               | 62               | 76               | 83               | 99               | 83               | 90               | 75               | 80               | 86               | 68               |                  |
| Середньомісячна швидкість вітру, м/с          | 1.82             | 2.09             | 2.42             | 2.31             | 2.12             | 1.96             | 1.90             | 1.76             | 1.77             | 1.80             | 1.86             | 1.89             |                  |
| Середньомісячна сонячна радіація, кДж/м²·день | 4327             | 7130             | 10943            | 15295            | 19563            | 21674            | 22629            | 19885            | 14885            | 9208             | 4884             | 3579             |                  |
| --------------------------------------------- | ---------------- | ---------------- | ---------------- | ---------------- | ---------------- | ---------------- | ---------------- | ---------------- | ---------------- | ---------------- | ---------------- | ---------------- | ---------------- |
| Джерело:                                      |                  |                  |                  |                  |                  |                  |                  |                  |                  |                  |                  |                  |                  |